# Červenec 2022
Toto je archivovaný článek z portálu Aktuality.
1. července – pátek
 Společným zasedáním české vlády a Evropské komise na zámku v Litomyšli bylo zahájeno české předsednictví Rady Evropské unie. 
 V Karlových Varech začal 56. ročník mezinárodního filmového festivalu. 
 Při nočním raketovém útoku ruské armády na obec Serhijivka u Oděsy zemřelo 20 lidí. 
 V dánské Kodani byl zahájen 109. ročník cyklistického závodu Tour de France. 
 Ekonom Aleš Michl se stal novým guvernérem České národní banky. 
 Organizace Česká centra otevřela svou 27. pobočku v egyptské Káhiře. 
 Po útoku žraloka zemřely v egyptské Hurghadě dvě ženy a úřady na tři dny uzavřely část pobřeží Rudého moře. 
 Čínský prezident Si Ťin-pching uvedl do funkce nového správce Hongkongu Johna Leeho. 
2. července – sobota
 Nový pražský arcibiskup Jan Graubner se ujal úřadu. 
 V rámci propagace českého předsednictví Rady Evropské unie přijel z Česka do Bratislavy rekonstruovaný motorový vůz M 290.0, známý jako Slovenská strela. 
 Při raketovém útoku izraelské armády na syrskou vesnici jižně od Tartúsu byli zraněni dva lidé. 
 Při zemětřesení o síle 6 stupňů zahynuli v íránské provincii Hormozgán 3 lidé. 
 Uzbecký prezident Šavkat Mirzijojev vyhlásil měsíční nouzový stav v republice Karakalpakstán poté, co zde proběhly demonstrace proti návrhu ústavního dodatku o omezení autonomie. 
 Několik tisíc lidí ve velšském Wrexhamu demonstrovalo za nezávislost Walesu na Spojeném království. 
3. července – neděle
 Ruská armáda dobyla ukrajinské město Lysyčansk. 
 Po sérii explozí v ruském Belgorodu zemřeli 3 lidé a 4 byli zraněni. 
 Nejméně 9 lidí, včetně dvou Čechů, zemřelo a 7 bylo zraněno po sesunutí ledovce pod vrcholem hory Marmolada v italských Dolomitech. 
 Po střelbě v kodaňském nákupním centru zemřeli 3 lidé a 4 byli zraněni. 
 Izraelská armáda u nové plošiny na těžbu plynu sestřelila tři drony hnutí Hizballáh. 
6. července – středa
 Slovenská vládní strana Sloboda a Solidarita vypověděla koaliční smlouvu. 
 Ruský soud z důvodu ochrany životního prostředí nařídil na 30 dní pozastavit provoz přes 1500 km dlouhého ropovodu Caspian Pipeline Consorcium z Kazachstánu do Novorossijska. 
7. července – čtvrtek
 Georgijské poradní kameny byly zničeny při bombovém útoku. 
 Po odchodu pěti ministrů z vlády rezignoval Boris Johnson na funkci britského premiéra a předsedy Konzervativní strany. 
8. července – pátek
 Slovinsko legalizovalo stejnopohlavní manželství, poté co Slovinský ústavní soud rozhodl, že zákaz sňatků osob stejného pohlaví porušuje slovinskou ústavu a diskriminuje. 
 Bývalý japonský premiér Šinzó Abe byl smrtelně postřelen během volební kampaně ve městě Nara. 
10. července – neděle
 České tenistky Barbora Krejčíková a Kateřina Siniaková zvítězily ve finále ženské čtyřhry na Wimbledonu 2022. 
 Ve volbách do horní komory japonského parlamentu zvítězila vládnoucí Liberálně demokratická strana se ziskem 34,4 % hlasů. 
11. července – pondělí
 Americký prezident Joe Biden zveřejnil první snímek z Vesmírného dalekohledu Jamese Webba. 
 Izraelský prezident Jicchak Herzog se v Praze setkal s český prezidentem Milošem Zemanem a předal mu Prezidentskou medaili. 
13. července – středa
 Srílanský prezident Gotabaja Radžapaksa uprchl kvůli masovým protestům ze země. Premiér Mahinda Radžapaksa vyhlásil výjimečný stav a zákaz vycházení v okolí hlavního města. 
14. července – čtvrtek
 Ozbrojené síly Ruské federace spáchaly raketový útok na Vinnycju. 
15. července – pátek
 Státní zastupitelství zastavilo trestní stíhání generála Jana Syrového a bývalého předsedy protektorátní vlády Rudolfa Berana. 
16. července – sobota
 Asi 15 km od řeckého města Kavala havaroval ukrajinský nákladní letoun Antonov An-12 s nebezpečným nákladem. 
 Parlament Severní Makedonie schválil začlenění zmínky o bulharské menšině do ústavy a zrušil tak bulharské veto o přístupových jednání do Evropské unie. 
19. července – úterý
 Ruský prezident Vladimir Putin se v Teheránu setkal s íránským prezidentem Ebráhímem Raísím, duchovním vůdcem Alím Chameneím a tureckým prezidentem Recepem Tayyipem Erdoganem 
20. července – středa
 Po demonstracích a útěku prezidenta Srí Lanky Gotabaji Radžapaksy ze země byl novým prezidentem zvolen dosavadní premiér Ranil Vikremesinghe. 
 V areálu chemičky v Litvínově došlo k výbuchu hydrokrakovací jednotky. Zasahovalo devět požárních jednotek, na místě byli čtyři zranění. Poškozená jednotka byla odstavena a její obsah je řízeně spalován. 
21. července – čtvrtek
 Andorrský parlament schválil stejnopohlavní manželství. 
 Italský premiér Mario Draghi podal demisi, prezident Sergio Mattarella rozpustil parlament a nové parlamentní volby byly stanoveny patrně na 25. září. 
 Evropská centrální banka zvýšila základní úrokovou sazbu o 0,5 %. 
 Ukrajinská hřivna devalvovala o 25 % na 36,56 hřiven za americký dolar. 
 Po 10 dnech údržby byl obnoven provoz plynovodu Nord Stream 1. 
 V Zoo v Hongkongu zemřela ve věku 35 let nejstarší panda velká, samec An An. 
22. července – pátek
 Zástupci Ruské federace a Ukrajiny podepsali v Istanbulu za zprostředkovaní OSN a Turecka dohodu, jež má umožnit vývoz obilí z ukrajinských černomořských přístavů zablokovaných ruskou invazí. 
23. července – sobota
 Světová zdravotnická organizace vyhlásila stav mezinárodního ohrožení kvůli šíření viru opičích neštovic. 
24. července – neděle
 Raketa Dlouhý pochod vynesla laboratorní modul Wen-tchien k čínské vesmírné stanici Tchien-kung. 
 V Českém Švýcarsku vypukl rozsáhlý lesní požár. 
 Vláda Ruské federace zařadila ostrovní stát Bahamy a britská závislá území Guernsey a Ostrov Man na seznam nikoli přátelských zemí. 
25. července – pondělí
 Draupadí Murmúová, navržená vládní Indickou lidovou stranou, se stala novou indickou prezidentkou. 
26. července – úterý
 Pro osobní přepravu byl otevřen Pelješacký most přes Malostonský záliv, který umožní přímé silniční spojení mezi Dubrovníkem a zbytkem Chorvatska. 
 Analýzou DNA byla určena identita Somertonského muže. 
27. července – středa
 Stoupenci duchovního Muktady Sadra vtrhli do iráckého parlamentu. 
28. července – čtvrtek
 Přívoz spojující rumunské městečko Bechet s bulharským Orjachovem přerušil kvůli nízké hladině Dunaje provoz. 
30. července – sobota
 Ruská plynárenská firma Gazprom zastavila dodávky zemního plynu do Lotyšska. 
31. července – neděle
 Ajman az-Zaváhirí, vůdce teroristické organizace Al-Káida, byl zabit při útoku dronu v afghánském hlavním městě Kábulu. 